# Gradac (żupania splicko-dalmatyńska)
Gradac – wieś w Chorwacji, w żupanii splicko-dalmatyńskiej, w gminie Gradac. W 2011 roku liczyła 1308 mieszkańców.